# Hypselodoris purpureomaculosa
Hypselodoris purpureomaculosa Hamatani, 1995 è un mollusco nudibranchio della famiglia Chromodorididae.

## Descrizione
Corpo bianco, macchiato in bruno-rossastro chiaro, bordo del mantello arancio con areole violacee in corrispondenza delle chiazze marroni. Rinofori e ciuffo branchiale arancio.

## Distribuzione e habitat
Giappone, Okinawa e Filippine.